# مارغوت بينيت
مارغوت بينيت (بالإنجليزية: Margot Bennett)‏ (و. 1912 – 1980 م) هي كاتِبة، وكاتبة خيال علمي، وكاتبة سيناريو من المملكة المتحدة، والمملكة المتحدة لبريطانيا العظمى وأيرلندا، توفيت في لندن، عن عمر يناهز 68 عاماً.

## وصلات خارجية
- مارغوت بينيت على موقع IMDb (الإنجليزية)

- مارغوت بينيت في قاعدة بيانات الأفلام على الإنترنت